# Cleonete Nazaré Santos Reis
Cleonete Nazare Santos Reis (Belém, 26 de setembro de 1976) é uma jogadora brasileira de Basquete em cadeira de rodas.

## Biografia
Aos 15 anos, Cleonete adquiriu sequelas nas mãos e nos pés devido à hanseníase. Foi somente quatro anos depois que ela teve seu primeiro contato com o esporte, graças a uma amiga que conheceu durante sessões de fisioterapia.
A atleta participou dos Jogos Paralímpicos de Londres em 2012, junto com outras oito atletas do All Star/PA. Em 2015 ela também participou dos Jogos Parapan-Americanos de Toronto. E em 2023 ela foi convocada para participar dos Jogos Pan-Americanos de 2023, em Santiago.
Em 2023, Cleonete recebeu o prêmio de "Atleta do Ano", na 29ª edição do Troféu Rômulo Maiorana.

## Títulos
Jogos Parapan-Americanos
- Bronze: 2011 (Guadalajara)[1]
- Bronze: 2019 (Lima)[1]